# CBN Amazônia Manaus
CBN Amazônia Manaus (também chamada de CBN Manaus) é uma emissora de rádio brasileira sediada em Manaus, capital do estado do Amazonas. Opera no dial FM, na frequência 101.5 MHz, e é afiliada à CBN. Pertence ao Grupo Rede Amazônica, que controla as demais emissoras da CBN Amazônia na Região Norte.

## História
No fim de 2014, a Rede Amazônica arrenda a frequência da Rádio Baré, pertencente ao Jornal do Commercio, que passa a retransmitir a programação da Amazonas FM, estação de rádio do grupo. Em julho de 2015, a Rede Amazônica anunciou que a emissora iria se tornar afiliada a Central Brasileira de Notícias, que até então era retransmitida pela CBN Manaus (hoje Tiradentes News FM). Em 4 de agosto, a emissora deixa de retransmitir a Amazonas FM e passa a se chamar CBN Amazônia, tornando-se a nova afiliada da rede em Manaus.
Em 14 de novembro de 2016, após assinatura do termo aditivo pelo presidente Michel Temer em 7 de novembro, a emissora migrou dos 1440 kHz para os 95.7 MHz em FM, atendendo ao decreto federal de migração das emissoras de rádio AM para FM. Em janeiro de 2018, foi confirmado que a emissora irá trocar de frequência, saindo dos 95.7 MHz e passando a operar em 101.5 MHz, provocando o fim da Amazonas FM a partir de 5 de fevereiro. Na data prevista, a emissora trocou de frequência à 0h45, substituindo sua co-irmã e encerrando a parceria que manteve com o Jornal do Commercio, ao passar a operar em frequência própria.